# خوزه آنخل والدز
خوزه آنخل والدز دیاس (اسپانیایی: José Ángel Valdés Díaz‎؛ زادهٔ ۵ سپتامبر ۱۹۸۹) بازیکن فوتبال اهل اسپانیا است.
از باشگاه‌هایی که در آن بازی کرده‌است می‌توان به اسپورتینگ خیخون، رم، رئال سوسیداد، پورتو، ویارئال و ایبار اشاره کرد.